# 吴木生
吴木生（1957年—），广东罗定人，汉族，中华人民共和国政治人物、第十一届全国人民代表大会广东地区代表。
毕业于广东轻工学校塑料成型专业，是中共党员。担任、鼎湖山泉董事长兼总经理。2008年起担任全国人大代表。